# Jean-Augustin Barral
Jean-Augustin Barral (Metz, 31 de janeiro de 1819 — Fontenay-sous-Bois, 10 de setembro de 1884) foi um agrônomo e balonista francês.
Estudou na École Polytechnique, lecionando depois química, agronomia e física. Escreveu obras de ciência popular, especialmente sobre agricultura e irrigação. Foi nomeado secretário perpétuo da National Agricultural Society of France.
Seu nome foi perpetuado como um dos 72 nomes na Torre Eiffel.

## Obras selecionadas

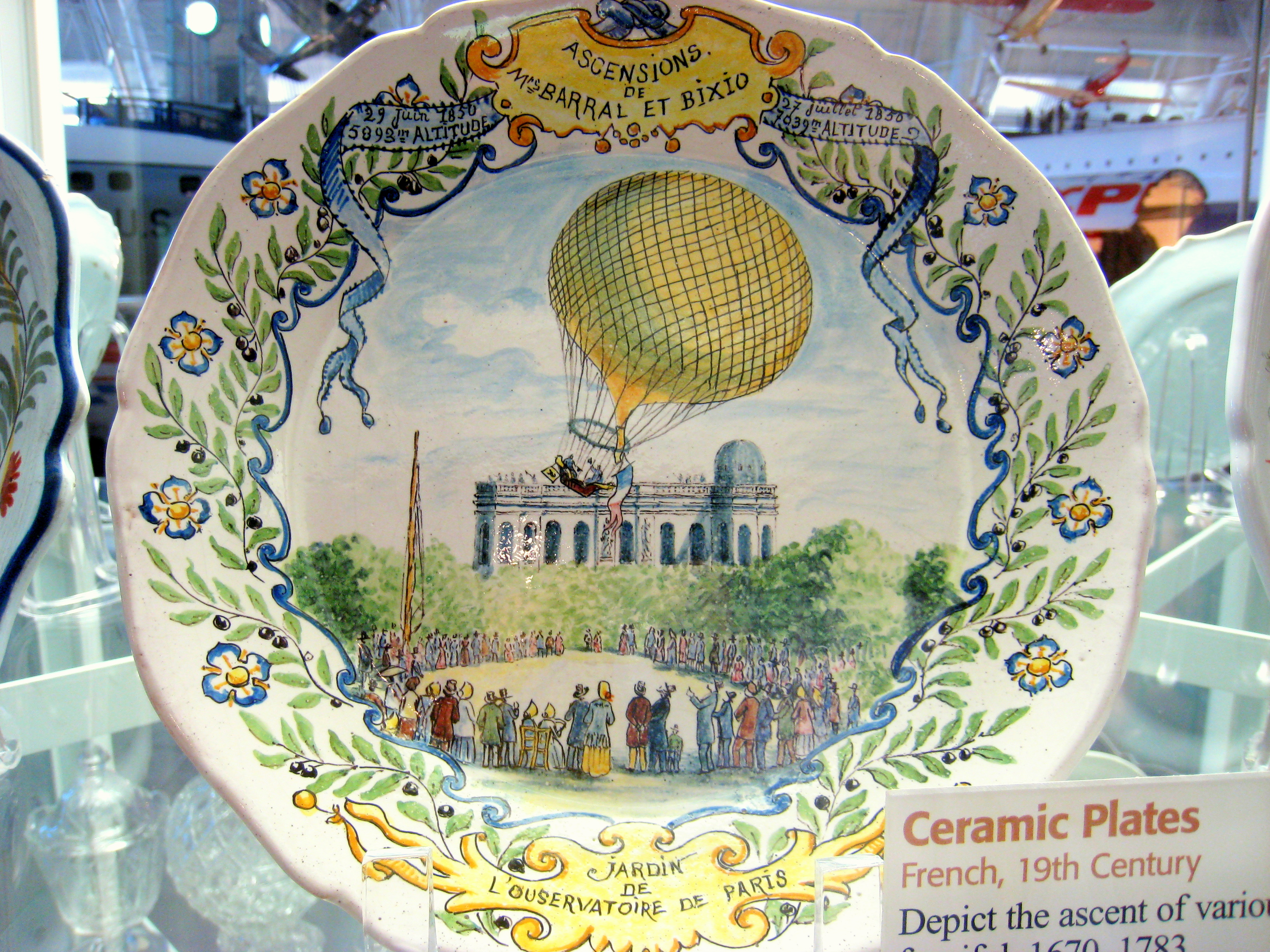
Ascende o balão de Barral e Bixio, em 1850

- Statique chimique des animaux, appliquée spécialement à la question de l’emploi agricole du sel, Paris, Librairie agricole de la Maison rustique, 1850, XI-532 p. Texte en ligne[1]
- Manuel du drainage des terres arables, 1854
- Drainage, irrigations, engrais liquides, 4 volumes, 1856-1860
- Le Bon Fermier, aide-mémoire du cultivateur, 1861
- Le Blé et le pain, liberté de la boulangerie, 1863
- Trilogie agricole. 1° Force et faiblesse de l'agriculture française. 2° Services rendus à l'agriculture par la chimie. 3°Les engrais chimiques et le fumier de ferme, 1867
- L'Agriculture du nord de la France, 2 volumes, 1867-1870
- Les Irrigations dans le département des Bouches-du-Rhône : rapport sur le concours ouvert en 1875 pour le meilleur emploi des eaux d'irrigation, 1876
- L’Agriculture, les prairies et les irrigations de la Haute-Vienne, 1884
- Les Irrigations dans le département de Vaucluse : rapport sur le concours ouvert en 1877 pour le meilleur emploi des eaux d'irrigation, 1878
- Avenir de grandes exploitations agricoles établis sur les côtes du Venezuela, 1881
- La Lutte contre le phylloxéra, 1883
- Notions d'agriculture et d'horticulture, 3 volumes, 1883-1889
- Dictionnaire d'agriculture : encyclopédie agricole complète, 4 volumes, 1886-1892
- Journal de l'agriculture, fondé le 20 juillet 1866, fusionné successivement avec le Journal de la ferme et des maisons de campagne et avec la Revue de l'horticulture.